# Robert Buckley
Robert Earl Buckley (* 2. května 1981 West Covina, Kalifornie, US) je americký herec, který se nejvíce proslavil rolemi v seriálech Džungle rtěnek a One Tree Hill. V roce 2012 se připojil k seriálu stanice ABC 666 Park Avenue jako Brian Leonard. Během let 2015 až 2019 hrál v seriálu stanice The CW iZombie.

## Životopis
Robert se narodil ve West Covina v Kalifornii. Získal titul v ekonomice na Kalifornské univerzitě. Jako student soutěžil v show The Price is Right. Rok pracoval jako konzultant a poté se přestěhoval do Los Angeles, aby mohl pracovat na své herecké kariéře.

## Kariéra
Na konci roku 2005 si zahrál Matta ve filmu When a Killer Calls, který byl zveřejněn v únoru 2006.
V roce 2006 se poprvé objevil na televizních obrazovkách jako Michael Bauer v televizním seriálu Fashion House, který měl premiéru 5. září 2006 a sledovalo ho 1,3 milionů diváků. Seriál byl ukončen 5. prosince 2006, kvůli nízké sledovanosti. Ten samý rok získal roli Matthewa Wakefielda v seriálu American Heiress, který měl mít 65 epizod. V červenci 2007 byl seriál zrušen a zbylých 39 epizod zůstalo nevysílaných v Americe, ale vysílaly se ve světě.
V roce 2007 se objevil v seriálu Posel ztracených duší. V tom samém roce si zahrál Nicka ve filmu Killer Movie, který byl zveřejněn rovnou na DVD 3. února 2009. Ve filmu hráli Kaley Cuoco, Leighton Meeseter a Torrey DeVitto. V roce 2008 si zahrál hlavní roli ve filmu Čtyřicítka na krku, po boku Heather Locklear.
V roce 2008 získal roli Kirbyho Atwooda v seriálu Džungle rtěnek. Po dvou sériích byl seriál zrušen. V roce 2009 se objevil ve dvou epizodách seriálu Smetánka jako David Besser. V červnu 2009 bylo oznámeno, že získal hlavní roli Claye Evanse v seriálu One Tree Hill. V roce 2011 si zahrál v nezávislém filmu Legenda o Pekelné bráně, po boku Jenny Dewanové a Jamese Laffertyho.
Od roku 2012 do roku 2013 hrál roli Briana Lenorada v seriálu 666 Park Avenue. V roce 2013 se objevil v dvou epizodách seriálu Doktorka z Dixie. Následující rok se objevil ve spin-offu seriálu Veronica Mars, Play It Again, Dick. V roce 2015 získal roli Majora Lilywhita v seriálu iZombie. Po boku Ley Michele se objevil v jednom z dílů seriálu Dimenze 404.

## Osobní život
Během let 2007 až 2009 chodil s Lindsay Price. V roce 2009 prožil krátký románek s herečkou JoAnnou Garciou Swisher. V roce 2016 chodil s herečkou Leou Michele. Po dvou měsících zasnoubení, si dne 4. května 2018 vzal herečku Jenny Wade.

## Filmografie

### Film
| Rok  | Název                   | Role           | Poznámka    |
| ---- | ----------------------- | -------------- | ----------- |
| 2006 | When a Killer Calls     | Matt           |             |
| 2006 | Petrifield              | Agent Tanner   |             |
| 2006 | Capturing Q             | Dilon          | Krátký film |
| 2007 | Archer House            | Lance          | Krátký film |
| 2008 | Killer Movie            | Nik            |             |
| 2011 | Legenda o Pekelné bráně | Bacas Mitchell |             |
| 2011 | Z                       | Wyatt          | Krátký film |

### Televize
| Rok       | Název                  | Role              | Poznámka                                                |
| --------- | ---------------------- | ----------------- | ------------------------------------------------------- |
| 2006      | Fashion House          | Michael Bauer     | Hlavní role, 70 dílů                                    |
| 2007      | American Heiress       | Matthew Wakefield | Hlavní role, 36 dílů                                    |
| 2007      | Posel ztracených duší  | Brandon Bishop    | díl: „Unhappy Medium“                                   |
| 2008–2009 | Džungle rtěnek         | Kirby Atwood      | Vedlejší role (1. řada), Hlavní role (2. řada), 20 dílů |
| 2008      | Čtyřicítka na krku     | Kyle Hamilton     | TV film                                                 |
| 2009      | Smetánka               | David Besser      | 2 díly                                                  |
| 2009–2012 | One Tree Hill          | Clay Evans        | Hlavní role (7.-9. řada), 55 dílů                       |
| 2012–2013 | 666 Park Avenue        | Brian Leonard     | Hlavní role, 10 dílů                                    |
| 2013–2014 | Doktorka z Dixie       | Peter             | 2 díly                                                  |
| 2014      | Play It Again, Dick    | Gaston            | 4 díly                                                  |
| 2015–2019 | iZombie                | Major Lilywhite   | Hlavní role, 71 dílů                                    |
| 2017      | Powerless              | Dan               | díl: „Emily Dates a Henchman“                           |
| 2017      | Dimenze 404            | Adam              | díl: „Matchmaker“                                       |
| 2018      | The Christmas Contract | Jack              | TV film                                                 |
| 2020      | Love in Store          | David             | TV film                                                 |